# Храм Успения Пресвятой Богородицы (Лихославль)
Храм Успения Пресвятой Богородицы (Успенская церковь) — приходской православный храм в городе Лихославле Тверской области. Относится к Бежецкой епархии Русской православной церкви. Памятник архитектуры.

## История
Здание храма было построено в 1885—1887 годах на средства прихожан и купца Зверькова по проекту губернского архитектора Карла Гельбига в восточной части города. К 1899 году были достроены трапезная и колокольня.
В 1930-е годы церковь была закрыта, в 1937 году протоиерей Александр был расстрелян, а в Великую Отечественную войну внутри был устроен кинотеатр, в 1960-е годы в храме была инкубаторная станция, позже — склад. В 1989 году здание было возвращено Тверской епархии, а богослужения возобновились лишь в 1991 году. Сегодня при храме работает воскресная школа, а с 2011 года издаётся православная газета «Благое слово».

## Архитектура
Каменный храм несколько вытянут с востока на запад, основной объём низкий, увенчан восьмигранным барабаном с небольшим шатром. Церковь имеет три придела: центральный — в честь Праздника Успения Пресвятой Богородицы, левый — в честь святых бессребреников и чудотворцев Косьмы и Дамиана и правый — святителя Николая Мирликийского и Сергия Сребрянского.